# Gary Snyder
Gary Snyder (São Francisco, 8 de maio de 1930) é um poeta, tradutor, linguista, mitólogo e antropólogo norte-americano associado à Geração Beat e ao chamado Renascimento de São Francisco. Vencedor de um Prémio Pulitzer de Poesia, é um budista e ativista ambiental e ficou mundialmente famoso ao ser retratado como o personagem Japhy Ryder no livro The Dharma Bums.
Gary Snyder durante toda sua vida sempre teve uma grande ligação com a natureza, sendo criado em uma fazenda na zona rural de Washington, vivendo, posteriormente, em meio ao selvagem, tendo trabalhado como lenhador e guarda-florestal, onde praticou sua filosofia zen por longos anos, o que é muito retratado em suas poesias. Viveu também no Japão, onde casou-se e teve filhos.
Traduziu poetas chineses e é um dos precursores e maiores impulsionadores norte-americanos da pesquisa com a chamada etnopoética.

## Obras
- Myths & Texts (1960)
- Six Sections from Mountains and Rivers Without End (1965)
- The Back Country (1967)
- Riprap and Cold Mountain Poems (1969)
- Regarding Wave (1969)
- Earth House Hold (1969)
- Turtle Island  (1974)
- The Old Ways (1977)
- He Who Hunted Birds in His Father's Village: The Dimensions of a Haida Myth (1979)
- The Real Work: Interviews & Talks 1964-1979 (1980)
- Axe Handles (1983)
- Passage Through India (1983)
- Left Out in the Rain (1988)
- The Practice of the Wild (1990)
- No Nature: New and Selected Poems (1992)
- A Place in Space (1995)
- Mountains and Rivers Without End (1996)
- The Gary Snyder Reader: Prose, Poetry, and Translations (1999)
- The High Sierra of California, with Tom Killion (2002)
- Look Out: a Selection of Writings (November 2002)
- Danger on Peaks (2005)
- Back on the Fire: Essays (2007)
- The Selected Letters of Allen Ginsberg and Gary Snyder, 1956-1991"(2009)
- Tamalpais Walking, with Tom Killion (2009)
- The Etiquette of Freedom, with Jim Harrison (2010) film by Will Hearst with book edited by Paul Ebenkamp
- Nobody Home: Writing, Buddhism, and Living in Places, with Julia Martin, Trinity University Press (2014).
- This Present Moment (April 2015)
- Distant Neighbors: The Selected Letters of Wendell Berry and Gary Snyder (May 2015)
- The Great Clod: Notes and Memories on the Natural History of China and Japan (March 2016)